# Armenisk-katolska kyrkan i Sverige
Armenisk-katolska kyrkans mission i Stockholms katolska stift (Armenisk-katolska kyrkan i Sverige) är en del av armenisk-katolska kyrkan från Levanten, i sin tur en delkyrka inom katolska kyrkan. 
Den räknar omkring 150 familjer spridda över Sverige. 
Man firar varje månad två mässor i Stockholm och en i Södertälje. Mer sällan hålls även mässa i Trollhättan, där en mindre skara armenisk-katoliker etablerat sig.